# Domingo Laporte
Domingo Laporte (Montevideo, 19 de octubre de 1855 - idem., 1928) fue un pintor y grabador uruguayo que obtuvo reconocimiento internacional y fue el primero en ocupar el cargo de director del Museo Nacional de Bellas Artes.

## Biografía
Hijo de Juanna Saparrat y Hipólito Laporte, fue educado en Francia e Italia. Su maestro fue el pintor Giovanni Fattori con cuya hijastra contrajo matrimonio. Dio clases en la Escuela de Artes y Oficios entre 1879 y 1883. En 1889 fue enviado a Italia por dicha escuela para reclutar profesores para esa institución y al mismo tiempo tuvo bajo su responsabilidad a todos los alumnos enviados a estudiar en ese país. Regresó de Italia en 1896 y además de su actividad como pintor, se dedicó a la docencia en pintura y dibujo.
A fines de 1911 se creó el Museo Nacional de Bellas Artes (actualmente llamado Museo Nacional de Artes Visuales) y Laporte fue convocado para ejercer como su director. Ocupó dicho cargo hasta su fallecimiento en 1928 y fue sucedido por Ernesto Laroche.

## Obra
Entre sus obras más conocidas se encuentran "Un árabe", "Patio del Palacio della Signoria", "La plegaria de un árabe", "El avaro", "Crepúsculo de Otoño-Venecia, tomada desde el Lido", "Lectura pesada", "A contrapelo", "Contemplación halagadora", "El mosquetero", "El ciociario", "Palacio Labia-Venecia", "La Laguna, al alba-Venecia" y "El Gran Canal, tomado desde el puente de la Academia de Venecia". Esta última obra le valió una mención de honor en la Exposición de París de 1889.
Se dedicó principalmente al retratismo, aunque no le fueron ajenas otras áreas de la pintura como el paisajismo o el marinismo. En el Museo Nacional de Artes Visuales se encuentra una colección de grabados con la técnica aguafuerte, utilizada por primera vez en Uruguay por Laporte. Esta colección está compuesta por: "Retrato de Giovanni Fattori", "Pinos en los Apeninos", "Campiña de Livorno", "Pequeño Astillero", "Bahía de Montevideo" y "Teatro Etrusco".
Sus obras se encuentran principalmente en el Museo Juan Manuel Blanes, en el Museo Ernesto Laroche y en galerías y colecciones privadas de Uruguay. Asimismo el Museo Histórico Nacional posee sus óleos "Retrato de Don Juan Lindolfo Cuestas" de 1899 y "Retrato de Don José Batlle y Ordóñez" de 1903.
En 1997 la Administración Nacional de Correos emitió un sello postal que reproduce su obra "Crepúsculo de Otoño - Venecia".